# Дубровский, Алексей Владимирович
Алексей Владимирович Дубровский (род. 30 сентября 1977, Москва, РСФСР, СССР) — российский актёр, театральный режиссёр и педагог. Главный режиссёр Малого театра с 29 января 2024 года, заслуженный артист Российской Федерации (2021), лауреат премии Правительства Российской Федерации в области культуры (2022).

## Биография
Родился 30 сентября 1977 года в Москве в семье народного артиста России Владимира Дубровского и сценариста Ирины Кмит.
В 1994 году он поступил в ВТУ им. М. С. Щепкина. Во время учёбы стал лауреатом Всероссийского конкурса чтецов им. В. Яхонтова, был стипендиатом президента России и мэра Москвы.
В 1998 году Алексей Дубровский окончил ВТУ им. М. С. Щепкина (мастерская Н. А. Верещенко) с красным дипломом и был принят в труппу МТЮЗа, где прослужил вплоть до 2013 года. За 15 лет актёр сыграл множество ролей современного и классического репертуара. С 2013 года является артистом Малого театра.
В 2021 году Алексею Дубровскому было присвоено звание «Заслуженного артиста Российской Федерации».
29 января 2024 года назначен главным режиссёром Малого театра.

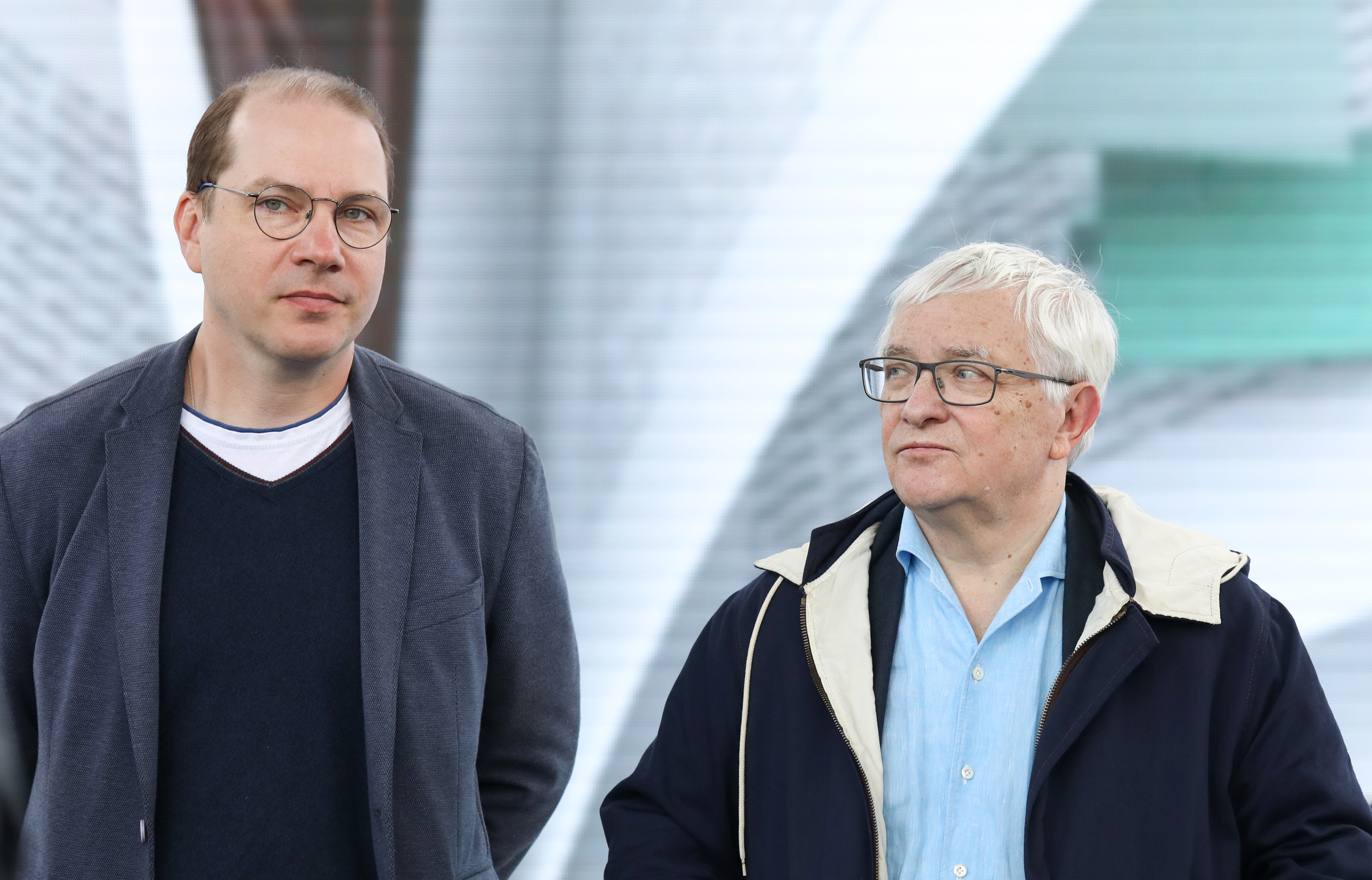
Алексей Дубровский и Борис Любимов на книжном фестивале «Красная площадь» - 2023

## Театральные работы
- Инспектор полиции Херн — «Свидетель обвинения»
- Ведущий — «Золотой петушок»
- Садовник Зинзивер — «Оловянные кольца»
- Камердинер — «Пушкин. Дуэль. Смерть»
- Тростник — «Счастливый принц»
- Господин курортный — «Дама с собачкой»
- Фельдшер — «Скрипка Ротшильда»
- Питер Пэн; Капитан Джез Крюк — «Питер Пэн»
- Охранник; Комиссар; Мужчина; Полицейский — «Роберто Зукко»

## Режиссёрские работы
- 2007 — «Повесть о капитане Копейкине. Ранняя редакция»
- 2021 — «Мёртвые души» Н. В. Гоголя по сценарию М. А. Булгакова «Похождения Чичикова, или Мёртвые души»[4]

## Награды
- Заслуженный артист Российской Федерации (3 октября 2021)[2]